# Ephraim Graham
Ephraim Foster Graham (Pinewood, Tennessee, 10 d'agost de 1881 - Fort Sam Houston, Texas, 23 de desembre de 1962) va ser un genet estatunidenc que va competir a començaments del segle xx.
El 1912 va prendre part en els Jocs Olímpics d'Estocolm, on va guanyar la medalla de bronze en la prova del concurs per equips del programa d'hípica, amb el cavall Connie; formant equip amb Ben Lear, John Montgomery i Guy Henry. En el concurs individual acabà en dotzena posició.
El 1903 s'havia graduat a l'Acadèmia Militar de West Point i fou enviat al 10è regiment de cavalleria dels Estats Units. Graham també jugava al polo i el seu equip va ser considerat com el millor equip de l'Exèrcit de la dècada de 1910. El 1916 quedà greument ferit durant la disputa d'un partit de polo. Tot i les seqüeles, va poder servint fins a 1932 a l'exèrcit.